# Pete Drake

Erfolgreich mit Forever auf Single und LP
Eigene Plattenfirma: 1st Generation

Pete Drake (* 8. Oktober 1932 in Augusta, Georgia als Roddis Franklin Drake; † 29. Juli 1988 in Nashville, Tennessee) war ein US-amerikanischer Gitarrist und Musikproduzent.

## Biografie

### Anfänge
Drake wuchs als Sohn eines Priesters der Pfingstgemeinde in Atlanta auf. Mit seinen Brüdern bildete er die Gesangsgruppe The Drake Brothers, die in den Kirchen des Atlanta-Umfeldes auftrat. Anfang der 1950er Jahre lernte er den Steel-Gitarristen Jerry Byrd kennen und war fasziniert von dessen Instrument. Er baute sich eine eigene Steel-Gitarre und brachte sich selbst das Gitarrespielen bei. Die Steel-Gitarre begleitete ihn später durch sein gesamtes künstlerisches Schaffen.
1954 gründete Drake mit den Sons of The South eine eigene Band, in der mit Jack Greene, Roger Miller und Jerry Reed später erfolgreiche Countrysänger mitwirkten. Drake spielte die Gitarre und wurde mit seinem melodischen Stil schnell zu einem der besten jungen Instrumentalisten in Atlanta. Um sich als Studiomusiker weiterentwickeln zu können, zog Drake 1959 nach Nashville (Tennessee) um, wo sich mehrere Aufnahmestudios befanden. Bei einem Auftritt in der Grand Ole Opry wurde der Countrysänger Roy Drusky auf Drakes Spiel aufmerksam und engagierte ihn für die Produktion seines Titels Anymore. Anymore wurde zum Hit ebenso wie Before This Day Ends von George Hamilton IV., bei dem Drake ebenfalls mitwirkte. Danach war Drake ein gefragter Studiomusiker, der es nach einigen Jahren auf bis zu fünfzehn Produktionen pro Woche brachte. Für seine musikalischen Leistungen wurde er 1987 in die Steel Guitar Hall of Fame aufgenommen.

### Sänger und Studiomusiker
Ab 1961 begann Drake eigene Schallplatten aufzunehmen. Seine erste Langspielplatte The Fabulous Steel Guitar Sounds entstand im November 1961 im Nashviller Starday Sound Studio. Bis 1969 nahm er dreizehn Alben auf, von denen Forever 1964 mit Platz 85 in den Top 200 den größten Erfolg erzielte. Der Song Forever war zuvor auf einer Single erschienen und hatte bei den Hot 100 des US-Musikmagazins Billbord Platz 25 erreicht. Seine ersten Singles hatte Drake bei der Plattenfirma Starday veröffentlicht, später hatte er Plattenverträge bei Smash Records und bei Stop. 1969 nahm er seine letzten Schallplatten auf.
Währenddessen hatte er weiter als Studiomusiker gearbeitet und war 1966 auch mit Elvis Presley zusammengetroffen. Bei dessen Album How Great Thou Art wirkte Drake ebenso als Gitarrist mit wie bei den Soundtracks zu den Presley-Filmen Double Trouble, Clambake und Speedway. Außerdem war er an den Soundtracks zu Bob Dylans Erfolgsalben John Wesley Harding, Nashville Skyline und Self Portrait beteiligt. Zudem arbeitete er als Gitarrist mit Countrygrößen wie Bobby Bare, Marty Robbins oder Charley Pride zusammen. 1970 traf Drake in Großbritannien mit George Harrison zusammen und wirkte an dessen Album All Things Must Pass mit. Im selben Jahr wurde er in den Walkway of Stars der Country Music Hall of Fame aufgenommen.

### Produzent
Im Jahr 1970 begann auch Drakes Karriere als Produzent. Seinen ersten Erfolg konnte er mit dem Album von Ringo Starr Beaucoups of Blues feiern. Die im Nashviller Music City Recorders produzierte Langspielplatte erreichte bei den Top 200 von Billboard Platz 65 und in den Countrycharts Rang 35. Auch das 1974 im eigenen Studio Pete’s Place Studio mit Melba Montgomery produzierte Album No Charge kam mit Platz 14 in die Countrycharts. Zu den von Drake produzierten Stars gehören außerdem unter anderem Jimmy Bryant, Ernest Tubb, Bobby Vinton und Otis Williams. Erfolgreich waren auch die Produktionen mit B. J. Thomas, dessen Album New Looks in den Countrycharts Platz 13 erreichte.
1977 gründete Drake zusammen mit seiner langjährigen Assistentin Rose Trimble die Schallplattenfirma 1st Generation, bei der er gleichzeitig als Produzent fungierte. Die ersten Platten produzierte er mit dem Countrysänger Ernest Tubb, den er von der großen Plattenfirma MCA abwerben konnte. Tubbs Langspielplatte The Legend and the Legacy erreichte 1979 in den Countrycharts Platz zehn. Später stießen weitere Countrystars wie Stonewall Jackson, Cal Smith oder Billy Walker zu 1st Generation.

### Tod und Ehrungen
1985 verschlechterte sich Drakes Gesundheit. Durch langjähriges Rauchen litt er an einer Raucherlunge. Er konnte nur noch in seinem Haus in Brentwood (Tennessee) arbeiten, wo er sich ein Tonstudio eingerichtet hatte. Am 29. Juli 1988 starb er im Alter von 55 Jahren. Postum wurde er 1990 in die Atlanta Country Music Hall of Fame, 2007 in die Musicians Hall of Fame, 2010 in die Georgia Music Hall of Fame und 2021 in die Country Music Hall of Fame aufgenommen.

## US-Diskografie

### Vinyl-Langspielplatten
| Titel                                               | Label            | veröffentl. | Top 200 |
| --------------------------------------------------- | ---------------- | ----------- | ------- |
| The Fabulous Steel Guitar Sounds of Pete Drake      | Starday 180      | 11/1961     |         |
| Country Steel Guitar                                | Cumberland 69503 | 06/1963     |         |
| Forever - Pete Drake & His Talking Steel Guitar     | Smash 67053      | 05/1964     | 85.     |
| Talking Steel Guitar / Pete Drake                   | Smash 67060      | 05/1964     |         |
| Talking Steel Guitar & Singing Strings - Pete Drake | Smash 67064      | 01/1965     |         |
| Golden Country Hits                                 | Cumberland 69516 | 1965        |         |
| The Amazing and Incredible Pete Drake               | Starday 319      | 1965        |         |
| The Hits I Played On                                | Ambassador 98061 | 1966        |         |
| The Greatest Steel Guitar in the World              | Hilltop 6052     | 1967        |         |
| The Fabulous Sounds of Those Nashville Cats         | Starday 399      | 1967        |         |
| Steel Away                                          | Canaan 4640      | 1968        |         |
| The Greatest Steel Guitar in the World              | Hilltop 6052     | 1968        |         |
| The Pete Drake Show                                 | Stop 10011       | 1969        |         |

### Vinyl-Singles
| A/B-Seite                             | Katalog-Nr. | veröffentl. |
| ------------------------------------- | ----------- | ----------- |
|                                       | Starday     |             |
| Spook / Pleading                      | 575         | 01/1962     |
| Invitation to the Blues / Rick-A-Shay | 706         | 02/1965     |
| Y’all Come / My Abilene               | 751         | 12/1965     |
|                                       | Smash       |             |
| Forever / Sleep Walk                  | 1867        | 01/1964     |
| Forever / Midnight in Amarilla        | 1888        | 04/1964     |
| I’m Sorry / I’m Just a Guitar         | 1910        | 07/1964     |
| Are You Sincere / I’m Walkin’         | 1935        | 11/1964     |
| Dream / Am I That Easy to Forget      | 1978        | 03/1965     |
| I’m a Fool to Care / Mystic Dream     | 2046        | 06/1966     |
|                                       | Stop        |             |
| Joggin’ / Mama’s Talking Guitar       | 222         | 10/1968     |
| Lay Lady Lay / For Pete’s Sake        | 349         | 10/1969     |